# Tijn Docter
 (janvier 2019).
Si vous disposez d'ouvrages ou d'articles de référence ou si vous connaissez des sites web de qualité traitant du thème abordé ici, merci de compléter l'article en donnant les références utiles à sa vérifiabilité et en les liant à la section « Notes et références ».
Tijn Docter, né le 25 avril 1972 à Amsterdam, est un acteur néerlandais.

## Filmographie

### Cinéma et téléfilms
- 1996-2006 : Inspecteur de Cock (Baantjer) : Harry Stern
- 1998 : Zebra : Peter
- 1999 : Schoon goed : Yup
- 2000 : Total Loss (nl) : Le co-assistant
- 2000 : Lek : Le téléphoniste
- 2001 : Ik ook van jou (nl) : Le frère de Eric
- 2001 : Zus et Zo : Peer
- 2001-2002 : De 9 dagen van de gier : Peter Martens
- 2002 : Snapshots : Le garçon timide
- 2002 : Ernstige delicten (nl) : Erik van der Veen
- 2003 : Loverboy (nl) : Geert
- 2003 : De band (nl) : Boudewijn Bastiaanse
- 2004 : 06/05 (nl) : L'homme à Dudok
- 2005 : Medea (nl) : Le chef économiste
- 2005 : Enneagram : Bruno
- 2005 : Johan (nl) : L'ami des BBQ
- 2006 : Ik omhels je met 1000 armen (nl) : Giph
- 2006 : De uitverkorene (nl) : Steven Kuipers
- 2007 : Toen was geluk heel gewoon (nl) : Paul Verhoeven
- 2007 : Rollercoaster : Job
- 2007 : Jardins secrets (Gooische Vrouwen) : Mark Loo
- 2008 : Naar Anna (nl) : L'officiel 1
- 2008 : Keyzer & de Boer advocaten : Casper Freeken
- 2008-2014 : Toren C : Reinout van Benthem
- 2009 : Floor Faber (nl) : Felix
- 2009-2010 : Verborgen gebreken (nl) : Ruben Lohman
- 2011-2013 : Levenslied (nl) : Jeroen van Basten Batenburg
- 2013-2018 : Moordvrouw : Deux rôles (Robbie Bleker et Han Linssen)
- 2014 : De Deal (nl) : Laméris
- 2014 : Pijnstillers : Felix
- 2014 : 2/11 Het spel van de wolf (nl) : Joop de Vries
- 2015 : Noord Zuid (nl) : Mentor Elsie
- 2015 : Overspel (nl) : Le procureur
- 2015 : Meiden van de Herengracht (nl) : Roderick van Kantelaer
- 2015-2016 : De Fractie (nl) : Vincent Capteijn
- 2016 : Zwarte Tulp (nl) : L'avocat Bakhuizen
- 2016 : Horizon : Roel
- 2016 : Weemoedt (nl) : Le thérapeute relationnelle
- 2016 : Vlucht HS13 (nl) : Joost, le psychologue
- 2017 : Meisje van plezier (nl) : Anton Hoogeman
- 2018 : Gelukzoekers (nl) : L'avocat